# 士林圓明寺
士林圓明寺位於台灣台北市劍南路，為主祀釋迦牟尼之佛教廟宇。該建物興建於1957年，今為位於台北士林區之仿古廟宇建築。另外，該廟宇的組織型態為管理人制，祭典日期則是每年農曆之七月初一。